# Verfassung der Philippinen
Die Verfassung der Philippinen (Filipino Saligang Batas ng Pilipinas bzw. Konstitusyon ng Pilipinas) ist der höchste Rechtsgrundsatz des südostasiatischen Inselstaates.
Seit der ersten Verkündung der Unabhängigkeit im Jahre 1898 wurden in den Philippinen bereits verschiedene Verfassungen ausgerufen. Die aktuell gültige Verfassung wurde im Jahre 1987 zu Beginn der Amtszeit von Präsidentin Corazon Aquino formuliert und in Kraft gesetzt und ist daher im Land besser als die „1987 Constitution“ (1987er Verfassung) bekannt.

## Hintergrund zur Verfassung von 1987
Im Jahre 1986 führte die EDSA-Revolution zur Absetzung von Ferdinand Marcos und hatte zur Folge, dass nun Corazon Aquino, die Witwe des ehemaligen Oppositionsführers Benigno Aquino, in das Präsidentenamt eingeführt wurde. Kurz darauf verausgabte die neue Präsidentin die Proklamation Nr. 3, worin sie eine nationale Richtlinie deklarierte, die die Einführung von Reformen unter dem Mandat des Volkes vorsah. Zudem verkündete diese Proklamation die Sicherung der Grundrechte und gab die Annahme einer Übergangsverfassung bekannt, die einen ordnungsgemäßen Wechsel zu einer Regierung unter einer neu zu formulierenden Verfassung darstellen sollte.
In Bezug auf diese Ankündigung gab Präsidentin Aquino später die Proklamation Nr. 9 heraus, mit der die Bildung einer Verfassungskommission bekannt gegeben wurde. Die Aufgabe dieser Kommission bestand darin, den Rahmen für eine neue Verfassung auszuarbeiten, die die bis dahin gültige Verfassung von 1973 ersetzen sollte, welche zum damaligen Zeitpunkt von ihrem Vorgänger unter der Vorherrschaft des Kriegsrechts eingeführt wurde. Präsidentin Aquino benannte insgesamt 50 Personen verschiedener Herkunft zu Mitgliedern dieser Kommission. Darunter fanden sich frühere Senatoren und Kongressabgeordnete, der ehemalige Oberrichter des Obersten Gerichtshofes Roberto Concepcion, der römisch-katholische Bischof Teodoro Bacani und der beachtete Filmregisseur Lino Brocka. Auf der anderen Seite entließ die neue Präsidentin aber auch fünf ehemalige Regierungsmitglieder, einschließlich des früheren Ministers für Arbeit Blas Ople, welcher Präsident Marcos bis zuletzt loyal zu Seite gestanden hatte. Nachdem die Kommission benannt war, wählte man Cecilia Munoz Palma zur Vorsitzenden des Gremiums. Diese hatte sich als eine Führungsfigur in der Anti-Marcos Opposition etabliert, nachdem sie als erste weibliche beisitzende Richterin am Obersten Gerichtshofs der Philippinen ausgeschieden war.
Der Kommission gelang es, den Urkundenentwurf bereits innerhalb von vier Monaten nach ihrer Zusammenkunft zu vollenden. Verschiedene Streitpunkte wurden während dieser Zeit hitzig diskutiert, einschließlich der Fragen über die anzunehmende Regierungsform, die Abschaffung der Todesstrafe, die Weiterführung der amerikanischen Militärbasen Clark Air Base und Subic Bay, wie auch die Aufnahme ökonomischer Strategien in die zukünftige Verfassung. Brocka verließ die Kommission noch vor der Vollendung ihrer Aufgabe, während zwei andere Delegierte Einspruch gegen die Abschlussform des Entwurfes erhoben. In einer Volksabstimmung, die am 2. Februar 1987 durchgeführt wurde, nahm jedoch der Großteil der Wähler die Verfassung in der ausgearbeiteten Form an.

## Die Präambel der Verfassung von 1987
In der Präambel oder Panimula heißt es im Original auf Filipino:
„Kami, ang nakapangyayaring sambayanang Pilipino, na humihingi ng tulong sa Makapangyarihang Diyos, upang bumuo ng isang makatarungan at makataong lipunan at magtatag ng isang Pamahalaan na kakatawan sa aming mga mithiin at mga hangarin, magtataguyod ng kabutihan sa bawat isa, mangangalaga at magpapaunlad ng aming kamanahan, at titiyak para saming sarili at angkanang susunod ng mga biyaya ng kalayaan at demokrasya sa ilalim ng pananaig ng batas at ng pamamahalang puspos ng katotohanan, katarungan, kalayaan, pag-ibig, pagkakapantay-pantay at kapayapaan, ay naglalagda at naghahayag ng Konstitusyong ito.“
Die Präambel auf Englisch:
„We, the sovereign Filipino people, imploring the aid of Almighty God, in order to build a just and humane society, and establish a Government that shall embody our ideals and aspirations, promote the common good, conserve and develop our patrimony, and secure to ourselves and our posterity, the blessings of independence and democracy under the rule of law and a regime of truth, justice, freedom, love, equality, and peace, do ordain and promulgate this Constitution.“
Die Präambel in Deutsch:
„Wir, das souveräne Volk der Philippinen, erbitten inständig den Beistand des allmächtigen Herrn, beim Aufbau einer gerechten und menschlichen Gesellschaft und bei der Einrichtung einer Regierung, die unsere Ideale und unsere Bestrebungen verkörpert, die gemeinschaftlichen Werte fördert, unser väterliches Erbe erhält und weiterentwickelt, sowie uns und unserer Nachwelt den Segen der Unabhängigkeit und Demokratie unter der Herrschaft des Gesetzes und eines Regimes aus Wahrheit, Gerechtigkeit, Freiheit, Liebe, Gleichheit und des Friedens sichert, dies soll durch diese Verfassung bestimmt und verkündet werden.“

## Signifikante Merkmale der Verfassung von 1987
Die Verfassung etabliert die Philippinen als einen „demokratischen und republikanischen Staat“, in dem die „Souveränität innerhalb des Volkes ruht und alle Regierungsgewalt von diesem ausgeht.“ (Abschnitt 1, Artikel II). In Übereinstimmung mit der Doktrin der Gewaltenteilung wird die Macht der Regierung auf drei Arme aufgeteilt – auf die Exekutive, der der Präsident der Philippinen vorsteht, auf die Legislative, welche vom philippinischen Kongress repräsentiert wird und auf die Judikative, bei der der Oberste Gerichtshof die höchste Autorität der Rechtsprechung darstellt. Der Präsident und die Mitglieder des Kongresses werden direkt vom Volk gewählt. Die Mitglieder des Obersten Gerichtshofes werden hingegen vom Präsidenten aus einer Liste heraus ernannt, die zuvor von einer Versammlung der Richter und Rechtsanwälte, dem Judicial and Bar Council, zusammengestellt wurde. Gleich dem amerikanischen Regierungssystem werden die Gesetze vom Kongress erlassen, wobei dem Präsidenten ein Vetorecht obliegt, welches wiederum durch eine Zweidrittelmehrheit des Kongresses überstimmt werden kann (Abschnitt 27(1), Artikel VI). Der Präsident besitzt die verfassungsmäßige Pflicht, die gewissenhafte Ausführung der Gesetze sicherzustellen (Absatz 17, Artikel VII). Dem Gericht wird dagegen die ausdrückliche Gewalt des Richterlichen Prüfungsrechts garantiert (Abschnitt 1, Artikel VIII), dass die Vollmacht einschließt, Gesetze eigenständig zu interpretieren und gegebenenfalls für ungültig erklären zu können.
Der Oberbefehl über die Streitkräfte wird wiederum dem Präsidenten zugestanden (Abschnitt 18, Artikel VII).
Den lokalen Regierungseinheiten gesteht die Verfassung eine limitierte politische Autonomie zu, die jeweils übergeordnet von den Vertretungsorganen der Provinzen und schließlich von den untergliederten Stadträten, den Gemeinderäten und zuletzt den Vertretungen der Baranggays ausgeübt wird (Abschnitt 1, Artikel X). Die Gemeinderäte fallen generell betrachtet unter die Verantwortung des ausführenden Armes, trotzdem ist es bei lokalen Gesetzgebungen erforderlich, dass sie von lokalen und ordnungsgemäß zum Zwecke der Gesetzgebung gewählten Gremien in Kraft gesetzt werden (Abschnitt 3, Artikel X). Die Verfassung bevollmächtigt den Kongress weiterhin mit der gesetzlichen Verordnung der Local Government Codes (dt.: Gemeindegesetzbücher). Aufgrund dieser Befugnis arbeitet der Kongress den Republic Act Nr. 7160 aus, der den Local Government Code von 1991 zum Inhalt hat und am 1. Januar 1992 in Kraft trat.
Wie der Oberste Gerichtshof vermerkte, werden den Bill of Rights eine vorrangige Position im Grundgesetz zugestanden. Diese Grundrechte, eingetragen in Artikel III, listen unter anderem die spezifischen Sicherheitsmerkmale auf, die zum Schutz gegen den Missbrauch der Staatsmacht aufgenommen wurden. Viele dieser Garantien gleichen denen, die in der Verfassung der Vereinigten Staaten und anderen demokratischen Verfassungen verankert sind, einschließlich der Rechtssicherheit und der Gleichbehandlungsklausel, des Rechts gegen unberechtigte Durchsuchung und Beschlagnahmung, des Rechts auf Rede- und Religionsfreiheit, des Rechts zum Schutz gegen Selbstbeschuldigung und des Rechts auf Habeas Corpus. Der Spielraum und die Grenzen dieser Rechte werden weitgehend durch die Entscheidungen des Obersten Gerichtshof der Philippinen festgelegt.
Abseits der Bill of Rights beinhaltet die Verfassung verschiedene andere Klauseln, in denen unterschiedliche Staatsrechte aufgezählt werden, wie z. B. der Bestätigung der Arbeit als „eine primäre sozialökonomische Kraft“ (Abschnitt 14, Artikel XV), des gleichartigen Schutzes des „Lebens der Mutter und des ungeborenen Lebens“ (Abschnitt 12, Artikel II), die Bekräftigung der „philippinischen Familie als Fundament der Nation“ (Abschnitt 1, Artikel XV), die Anerkennung der Sprache Filipino als „Nationale Sprache der gesamten Philippinen“ (Abschnitt 6, Artikel XIV) und der Forderung, dass „alle Ausbildungsinstitutionen sich zur Ausübung regulärer Sportaktivitäten überall im Land in Zusammenarbeit mit athletischen Vereinen und anderen Abteilungen verpflichten“ (Abschnitt 19.1, Artikel XIV). Ob diese Bestimmungen vollstreckbaren Rechten entspringen, ohne dabei einer begleitenden Gesetzgebung zu unterliegen, war Gegenstand einer ausgedehnten Debatte im Arbeitsumfeld der gesetzgebenden Institutionen und innerhalb des Obersten Gerichtes. Die Problematik, die sich daraus ergibt, wird anhand eines konkreten Beispiels deutlich: Das Gericht hat über eine Bestimmung zu richten, die verlangt, dass der Staat einen „einheitlichen Zugang zu den Möglichkeiten der öffentlichen Dienstleistungen garantiert“. Dies kann jedoch nicht ohne eine begleitende Gesetzgebung durchgesetzt werden, wodurch sich wiederum eine Abweisung so genannter „unerwünschten Kandidaten“ bei Präsidentenwahlen nicht beschränken lässt.
In einem anderen Fall hält das Gericht jedoch an seinem Entschluss fest, dass von einer anderen Klausel, die vom Staat den „Schutz und die Weiterführung des Volksrechts auf eine ausgewogene und gesunde Ökologie“ verlangt, nicht zu erwarten ist, sie in ein Gesetz einzubinden und somit sie zur Grundlage eines wirksamen Rechtes werden zu lassen.

## Frühere Verfassungen

### Verfassung von Biak-na-Bato
Die Verfassung von Biak-na-Bato entstand im Gefüge der philippinischen Revolution 1896–1898 und der Gründung der Republik von Biak-na-Bato 1897. Sie trägt den Titel Constitución Provisional de la República de Filipinas und wurde in spanischer Sprache verfasst. Sie hat einen provisorischen Charakter und besteht aus 34 Artikeln. Sie wurde von Felix Ferrer und Isabelo Artacho erarbeitet und orientiert sich an der kubanischen Verfassung. Die Verfassung wurde am 1. November 1897 verabschiedet und trat am 15. November in Kraft. Ihre Gültigkeit verlor sie mit der Auflösung der Republik von Biak-na-Bato am 15. Dezember 1897.

### Malolos Verfassung
Die erste Verfassung trägt offiziell die Bezeichnung „Constitución política de Malolos“ und wurde in spanischer Sprache verfasst. Nachdem die Revolutionsregierung die Unabhängigkeit von der spanischen Kolonialherrschaft erklärt hatte, wurde im Jahre 1899 in Malolos, Bulacan, ein Kongress in der Kathedrale von Malolos abgehalten, um eine eigenständige Verfassung für die Erste Philippinische Republik auszuarbeiten. Es war die erste republikanische Verfassung in Asien, als der maßgebende Autor der Verfassung gilt Felipe G. Calderon. Das Dokument gab dem Volk die alleinige Souveränität und beinhaltete grundlegende Zivilrechte, erklärte die Trennung von Kirche und Staat und rief zur Bildung einer Abgeordnetenversammlung auf, die die gesetzgebende Gewalt darstellen sollte. Sie verlangte zudem nach einer präsidialen Regierungsform, bei der ein Präsident an der Spitze des Staates stehen sollte, der vom Volk für eine Amtszeit von vier Jahren gewählt wurde. Diese so genannte „Malolosverfassung“ setzte die spanische Sprache als Landessprache der Philippinen ein.
Die Präambel lautet auf Spanisch:
„Nosotros los Representantes del Pueblo Filipino, convocados legítimamente para establecer la justicia, proveer a la defensa común, promover el bien general y asegurar los beneficios de la libertad, implorando el auxilió del Soberano Legislador del Universo para alcanzar estos fines, hemos votado, decretado y sancionado la siguiente“
Auf Deutsch:
„Wir, die Repräsentanten des philippinischen Volkes, die hier rechtmäßig übereinkamen, um uns für Gerechtigkeit einzusetzen, für gemeinsame Schutzmaßnahmen zu sorgen, eine allgemeine Sozialsicherung zu fördern und die Vorzüge der Freiheit zu sichern, erbitten flehentlich den Beistand des Allmächtigen Herrn des Universums für die Anerkennung dieses Abschlusses, der gewählt, verfügt und das folgende genehmigt“

### Commonwealth und Dritte Republik (1935)

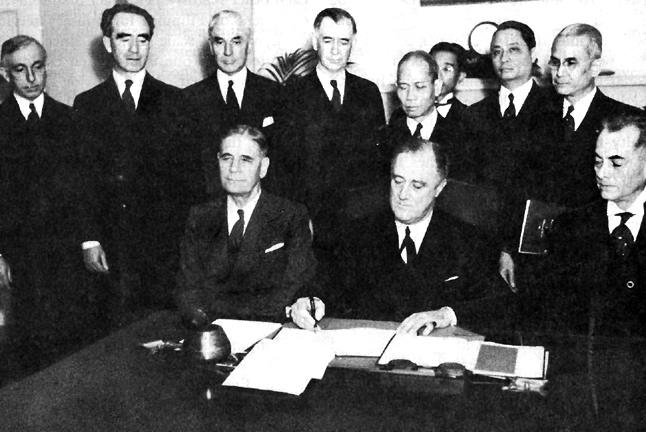
23. März 1935: Sitzend von links nach rechts: George H. Dern, US-Kriegsministerium, Präsident Franklin D. Roosevelt unterzeichnet die Verfassung für das Commonwealth der Philippinen und Manuel Quezon, Präsident des Philippinischen Senats

Erst 36 Jahre danach wurde den Philippinen eine offizielle Autonomie zugestanden, die nach einer neuen Verfassung verlangte. Diese Verfassung von 1935, die man im Jahr 1934 aufsetzte, wurde sowohl durch das Commonwealth der Philippinen (1935–1946) anerkannt, als auch danach von der Dritten Republik der Philippinen (1946–1972) übernommen. Lange Zeit hatten die Amerikaner an ihrem „Besitzanspruch“ auf die Philippinen festgehalten, den sie damit begründeten, dass der Inselstaat politisch unausgereift wäre und folglich zu einer vollständigen und reellen Unabhängigkeit nicht bereit sei. Bei der Ausarbeitung der Verfassung wurde daher darauf geachtet, dass eine Anerkennung durch die Regierung der Vereinigten Staaten genauso einfloss, wie die Sicherstellung des von den USA gegebenen Versprechens, die Unabhängigkeit der Philippinen auf eine absehbare Zeit von zehn Jahren zu garantieren.
In der Präambel hieß es:
„The Filipino people, imploring the aid of Divine Providence, in order to establish a government that shall embody their ideals, conserve and develop the patrimony of the nation, promote the general welfare, and secure to themselves and their posterity the blessings of independence under a regime of justice, liberty, and democracy, do ordain and promulgate this constitution.“
Auf Deutsch:
„Das philippinische Volk erbittet flehentlich den Beistand des Allmächtigen Herrn bei der Einsetzung einer Regierung, die deren Ideale verkörpert, das väterliche Erbe der Nation erhält und weiterführt, eine allgemeine Sozialsicherung fördert und sich selbst und ihren Nachkommen den Segen der Unabhängigkeit unter der Herrschaft von Gerechtigkeit und Demokratie sichert, so wird durch diese Verfassung bestimmt und verkündet.“
Die ursprüngliche Verfassung von 1935 sah einen Einkammerkongress vor. Im Jahre 1940 wurde eine Verfassungsänderung durchgesetzt, um einen Zweikammernkongress einzuführen, dem Commonwealth-Kongress, der sich aus einem Senat und einem Repräsentantenhaus zusammenstellte. Diese Änderung ermöglichte auch die Ernennung einer unabhängigen Wahlkommission. Die Verfassung begrenzte die Amtszeit des Präsidenten auf vier Jahre und limitierte die Anzahl der Amtsperioden auf maximal zwei.
Im Jahre 1971 wurde eine Verfassungsgebende Versammlung einberufen, um die Verfassung von 1935 umzuformulieren. Die Versammlung war jedoch offenkundig von Bestechung und Korruption durchsetzt. Die vermutlich umstrittenste Neuerung war der Wegfall der Begrenzung für die Amtszeiten des Präsidenten, die es Ferdinand E. Marcos überhaupt ermöglichte, eine dritte Legislatur anzustreben. Für viele war dies der wahre Grund für die Einberufung dieser Versammlung. In jedem Fall wurde die Verfassung von 1935 letztendlich mit dem Ausruf des Ausnahmezustandes im Jahre 1972 außer Kraft gesetzt, wobei die anhaltende Korruption innerhalb des verfassungsgebenden Prozesses Marcos einen Hauptgrund für diese Aktion lieferte.

### Zweite Republik (1943)
Die Gültigkeit der 1935er Fassung wurde vom Zweiten Weltkrieg und der Besatzung der Philippinen durch die Japaner unterbrochen, die eine eigenständige Regierung auf dem Archipel einsetzten, welche in erster Linie die japanischen Interessen vertreten sollte. Diese Regierungsepoche, die heute als „Zweite Republik“ bekannt ist, sollte ebenso von einer neuen Verfassung untermauert werden.
Diese Verfassung aus dem Jahr 1943 wurde von einem Komitee aufgesetzt, das von der Philippine Executive Commission (dt.: Philippinischer Exekutivausschuss) ernannt wurde. Dieser Exekutivausschuss wurde von den Japanern unmittelbar nach ihrer Machtübernahme einberufen, um die Philippinen an Stelle des von den Amerikanern zuvor eingerichteten Commonwealths zu verwalten, deren verantwortliche Regierung vom Exil aus arbeitete. Mitte 1942 versprach der japanische Premierminister Tōjō Hideki dem philippinischen Volk, ihm die „Ehre der Unabhängigkeit“ zuteilwerden zu lassen, was bedeutete, dass die Kommission durch eine formelle Republik ersetzt werden sollte.
So wurde das „Preparatory Committee for Philippine Independence“ (dt.: Vorbereitungskomitee für eine Philippinische Unabhängigkeit) mit der Ausarbeitung einer neuen Verfassung beauftragt. Dieses Komitee bestand zu großen Teilen aus Mitgliedern der vor dem Krieg tätigen Nationalversammlung sowie aus verschiedenen Einzelpersonen, die Erfahrungen als Delegierte der verfassungsgebenden Versammlung hatten, die damals die Verfassung von 1935 ausarbeitete. Ihr Entwurf einer Republik unter japanischer Besatzung war von vorneherein auf eine eingeschränkte Dauer angelegt, legte indirekte, anstatt der üblichen direkten Wahlen zur Legislative fest und stützte sich auf eine strengere ausführende Gewalt.
Nach der Billigung des Entwurfes durch das Komitee wurde die Urkunde im Jahre 1943 durch eine Gesellschaft von berufenen Provinzrepräsentanten, der „Kalibapi“, ratifiziert, einer Einheitspartei, die von den Japanern eingerichtet wurde, um alle vorherigen politischen Parteien zu ersetzen. Nach der Ratifizierung durch die „Kalibapi“-Versammlung war die Zweite Republik (1943–1945) formal ausgerufen. José P. Laurel wurde durch die Nationalversammlung zum Präsidenten ernannt und im Oktober 1943 in das Amt eingeführt. Laurel wurde von den Japanern deshalb hoch geachtet, da er zum einen die USA offen kritisiert hatte, aufgrund der Art, wie diese mit den Philippinen umgegangen waren und zum anderen einen Abschluss der „Tokyo International University“ besaß.
Wie bereits erwähnt, brachte die Verfassung von 1943 eine strenge Exekutive mit sich. Die gesetzgebende Gewalt bestand aus einer Nationalversammlung mit einem Einkammersystem, für die nur Personen zur Wahl standen, die sich zu einer antiamerikanischen Stellung bekannten, obwohl in der Praxis die meisten Abgeordneten eher bestimmt anstatt gewählt wurden.
Die 1943er Verfassung war in allen japanisch kontrollierten Gebieten der Philippinen gültig, wurde jedoch niemals von den Regierungen der Vereinigten Staaten, des Commonwealth der Philippinen oder dessen sympathisierenden Guerillaorganisationen als legitim oder verbindlich anerkannt. Im Spätjahr 1944 erklärte Präsident Laurel, im Wesentlichen auf Anordnung, den Vereinigten Staaten und dem Britischen Empire den Krieg und verhängte den Ausnahmezustand über das Land. Im Dezember 1944 entschied sich seine Regierung, das Land freiwillig zuerst nach Taiwan zu verlassen und später nach Japan ins Exil zu gehen. Nach der Bekanntgabe der japanischen Kapitulation erklärte Laurel die Zweite Republik formal als aufgelöst.
Bis in die 1960er Jahre hinein wurde die Zweite Republik und ihre Repräsentanten weder als legitim angesehen, noch wurden ihnen ihre Stellungen zugestanden. Die Ausnahme bildet das Oberste Gericht, dessen Entscheidungen, unter der Kritik einiger krimineller und gewerblicher Fälle, die Teil einer Politik der Verschwiegenheit des Obersten Richters Jose Yulo waren, in den offiziellen Verzeichnissen erhalten blieben. (Dies machte eine Übernahme dieser Institution durch das Commonwealth einfacher, das selbst nie einen obersten Gerichtshof eingerichtet hatte und das nach der Exekution von Jose Abad Santos durch die Japaner eine formale Lücke in der Position des Obersten Richter geblieben war.) Erst während der Amtszeit von Diosdado Macapagal fand eine teilweise politische Rehabilitation dieser politischen Ära statt, die auch die Anerkennung Laurels als ehemaligen Präsidenten und der Zurechnung seines Kabinetts sowie anderer Verantwortliche in den Aufstellungsliste früherer Regierungen einschloss. Trotzdem ist die Verfassung von 1943 bis heute weder Teil des Lehrplans, noch werden die Gesetze der Nationalversammlung zwischen 1943 und 1946 offiziell als gültig oder in irgendeiner Weise relevant angesehen.
In der Präambel hieß es:
„The Filipino people, imploring the aid of Divine Providence and desiring to lead a free national existence, do hereby proclaim their independence, and in order to establish a government that shall promote the general welfare, conserve and develop the patrimony of the Nation, and contribute to the creation of a world order based on peace, liberty, and moral justice, do ordain this Constitution.“
Auf Deutsch:
„Das philippinische Volk, flehentlich den Beistand des allmächtigen Herrn erbittend und eine freie nationale Existenz zu führen wünschend, erklärt hiermit ihre Unabhängigkeit, um eine Regierung einzurichten, die eine allgemeine Sozialsicherung unterstützt, das väterliche Erbe der Nation erhält und weiterentwickelt und dazu beiträgt, eine Weltordnung zu errichten, die auf Frieden, Freiheit und moralischer Gerechtigkeit gründet, so soll es durch diese Verfassung bestimmt werden.“

### Die Neue Gesellschaft („Bagong Lipunan“) und die Vierte Republik (1973)
1973 verhängte Marcos den Ausnahmezustand. Als stärkste politische Kraft hatte sich die von ihm gebildete Bagong Lipunan („Neue Gesellschaft“) durchgesetzt. Im selben Jahr setzte er eine Regierung mit einer parlamentarischen Staatsordnung ein. Die gesetzgebende Gewalt wurde einer Nationalversammlung übertragen, deren Mitglieder für eine sechsjährige Amtszeit gewählt wurden. Der Präsident wurde dabei von den Mitgliedern der Nationalversammlung als symbolisches Staatsoberhaupt für ebenfalls sechs Jahre gewählt und konnte sich für eine unbestimmte Anzahl an Amtsperioden zur Wiederwahl stellen. Nach seiner Wahl endete für den Präsidenten die Zugehörigkeit zur Nationalversammlung. Während seiner Amtszeit war es dem Präsidenten nicht erlaubt, einer politischen Partei anzugehören oder ein anderes Amt innezuhaben. Die Exekutive wurde vom Premierminister ausgeübt, der ebenso von den Mitgliedern der Nationalversammlung gewählt wurde. Der Premierminister war der Vorsitzende der Regierung und der Oberbefehlshaber der Streitkräfte.
Diese Verfassung wurde in der Folge dreimal ergänzt und nachbearbeitet. Die erste Änderung der 1973er Verfassung fand im Jahre 1976 statt und sollte es dem bestimmungsgemäßen Präsidenten ermöglichen, die Position des Premierministers einzunehmen und gleichfalls die Gesetzgebung in seinen Verantwortungsbereich zu überführen. Dies erlaubte es Marcos nun, seine Machtposition weiter auszubauen. Weitere Überarbeitungen wurden 1981 eingebracht und führten wieder eine parlamentarische Form der Regierung ein, nach der der Präsident erneut durch eine direkte Wahl vom Volk bestimmt werden sollte. In der Realität hatten diese Nachbearbeitungen jedoch nur geringe Auswirkungen auf die beständige Marcos-Diktatur. In jedem Fall hatte Marcos, zumindest dem Namen nach, den Ausnahmezustand ab diesem Zeitpunkt aufgelöst und (hochfragwürdige) Wahlen durchgesetzt, die wenig überraschend er „gewann“. Die Präsidenten-Proklamation Nr. 3, mit dem Spitznamen „1986er Freiheitsverfassung“ versehen, war die am stärksten überarbeitete Fassung der Verfassung von 1973, die man sogar als eine eigenständige Verfassung ansehen konnte. Hierbei wurden viele Änderungen eingebracht, die bestimmte Klauseln der 1973er-Verfassung absetzten und abschafften. Sie gewährte dem Präsidenten bestimmte Rechte, um Offizielle aus ihren Ämtern entheben zu können, die Regierung umzugestalten und ermöglichte ihm die Einberufung einer neuen Verfassungsversammlung, die einen neuen Verfassungsentwurf ausarbeiten sollte.
Im Jahre 1986 kam es zur EDSA People Power Revolution, in deren Zuge Marcos aus dem Präsidentenamt ausschied, die Philippinen verließ und sich ins Exil nach Hawaii begab. Mit der Amtseinführung von Corazon Aquino wurde eine provisorische Verfassung eingesetzt, welche bereits die neue, aktuelle Verfassung von 1987 vorbereitete und die Ära der Vierten Republik in den Philippinen beendete.

## Bibliographie
- Isagani Cruz: Constitutional Law. Central Lawbook Publishing Co., Inc., Philippines 1995, ISBN 971-16-0333-0, The Nature of the Constitution, S. 18–20.

## Weblink
- Offizielle Website der Republik der Philippinen mit dem Gesetzestext (englisch)